# 学校法人鶴学園
学校法人鶴学園（がっこうほうじんつるがくえん）とは、広島県を中心とする日本の学校法人。２０２５年をもって７０周年を迎える。「広島なぎさ中学校・高等学校や広島工業大学、広島工業大学高等学校などがある。

## 沿革
- 1956年 - 私立広陵中学を創立した鶴虎太郎の四男・鶴襄が広島市西蟹屋町に広島高等電波学校（各種学校）を創立[1][2]
- 1957年 - 学校法人鶴学園設立認可。初代理事長に井槌義明[3]が就任。
- 1958年 - 広島電波工業高等学校（現・広島工業大学高等学校）開校
- 1961年 - 広島工業短期大学開学
- 1961年 - 広島工業短期大学附属中学校（現・広島なぎさ中学校）開校
- 1963年 - 広島工業短期大学を4年制大学に転換、名称を広島工業大学に変更。
- 1965年 - 広島高等学校（現・広島なぎさ高等学校）開校
- 1976年 - 鶴襄が理事長に就任
- 1984年 - 広島工業大学附属広島情報専門学校（現・広島工業大学専門学校）開校
- 2000年 - デネブ高等学校（広域通信制高校）開校
- 2002年 - 鶴衛[4]が理事長に就任
- 2003年 - なぎさ公園小学校開校

## 設置校
- 広島工業大学
- 広島なぎさ中学校・高等学校
- 広島工業大学専門学校
- 広島工業大学高等学校
- デネブ高等学校（閉校）
- なぎさ公園小学校